# غوبا دي رولين
غوبا دي رولين (بالإنجليزية: Gobba di Rollin)‏ هو أحد جبال سلسلة جبال الألب بينيني وجزء من القمة الأم بريتورن يقع في كانتون فاليز، سويسرا. يبلغ ارتفاع الجبل حوالي 3899 متر، بينما يبلغ ارتفاع نتوء الجبل 83 متر.